# Frits Juel-Brockdorff
Frederik "Frits" Carl Wilhelm Niels Adolf Krabbe lensbaron Juel-Brockdorff (født 13. juni 1812 på Scheelenborg, død 25. august 1876 på Hindemae) var en dansk lensbesidder, bror til Christian Juel-Brockdorff og far til Carl Juel-Brockdorff.
Han var søn af Carl lensbaron Juel-Brockdorff og Sophie Frederikke født lensbaronesse Stieglitz-Brockdorff og Lærte landvæsen på Mørup under Sorø Akademi. I 1859 arvede han Stamhuset Thorseng og Hindemae. Han købte 1868 Mesinge præstekalds udlodder i Midskov og opførte her Stenagergaard. I 1873 erhvervede han Hollufgaard. Slutteligt arvede han i 1874 Baroniet Scheelenborg. Han blev i 1865 kammerherre og 1875 patron for Roskilde adelige Jomfrukloster.
5. oktober 1836 ægtede han i Viby Kirke Augusta Utke (født 18. juli 1806, død 16. februar 1879 i København), datter af Johan Friederich Utke og Sophie Hedevig Heilmann.
Han er begravet på Bregninge Kirkegård.